# Träskoträdet
Träskoträdet (originaltitel: L'albero degli zoccoli) är en italiensk film från 1978 i regi av Ermanno Olmi.
Filmen har vunnit flera priser, bland annat Guldpalmen vid filmfestivalen i Cannes, David di Donatello för bästa film och Césarpriset för bästa utländska film.
Träskoträdet spelades in med lombardiska bönder i rollerna istället för skådespelare och med direktinspelat ljud. Till skillnad från vad som var vanligt i den samtida italienska filmindustrin valde Olmi också att spela in filmen på den regionala dialekten bergamasque.

## Handling
Filmen utspelar sig på slutet av 1800-talet på ett storjordbruk i Lombardiet. Den följer några fattiga familjer som arbetar där.

## Medverkande
| Luigi Ornaghi         | – Batisti           |
| Francesca Moriggi     | – Batistina         |
| Omar Brignoli         | – Minek, skolgossen |
| Antonio Ferrari       | – Tuni              |
| Teresa Brescianini    | – änkan Runk        |
| Giuseppe Brignoli     | – gammelfar Anselmo |
| Carlo Rota            | – Peppino           |
| Pasqualina Brolis     | – Teresina          |
| Massimo Fratus        | – Pierino           |
| Francesca Villa       | – Annetta           |
| Maria Grazia Caroli   | – Bettina           |
| Battista Treviani     | – Finard            |
| Giuseppina Sangaletti | – hans fru          |
| Lorenzo Pedroni       | – farfar Finard     |
| Felice Cervi          | – Uslì              |